# Hispaniolapalmkraai
De hispaniolapalmkraai (Corvus palmarum) behoort tot de familie van de kraaiachtigen. Het is een voor uitsterven gevoelige vogelsoort op Hispaniola, een eiland in de Caribische Zee.

## Kenmerken
De vogel is 34 tot 38 cm lang, iets groter dan een kauw. Het is een ietwat gedrongen kraai met zwart verenkleed en een relatief korte snavel, waarvan de bovensnavel iets gebogen is, de neusgaten zijn onzichtbaar in het veld. De ogen zijn donker. Deze kraai lijkt sterk op de Cubaanse kraai (Corvus nasicus), maar die is groter en daarvan zijn de neusgaten zichtbaar. De vogel komt soms voor in luidruchtige groepen. De Cubaanse palmkraai (C. minutus) wordt vaak nog als een ondersoort van het taxon beschouwd, deze soort lijkt sterk op de hispaniolapalmkraai, maar is iets kleiner en doffer gekleurd, met langere poten en snavel.

## Verspreiding en leefgebied
Deze soort is endemisch op het eiland Hispaniola. De vogel is nog algemeen in het Massif de la Selle in de Dominicaanse Republiek en in de naaldbossen in het noorden van Haïti. De vogel nestelt in grote palmbomen en wordt buiten de broedtijd in verschillende gebieden gezien, in Haïti zelfs op groentemarkten.

## Status
De hispaniolapalmkraai en de Cubaanse palmkraai hebben een beperkt verspreidingsgebied en daardoor is de kans op uitsterven aanwezig. BirdLife International maakt geen soortonderscheid. De populaties zijn niet gekwantificeerd, maar worden als min of meer schaars gekarakteriseerd en ze gaan in aantal achteruit. Het leefgebied wordt aangetast door ontbossing, vooral op Cuba worden gebieden met veel palmbomen omgezet in weidegronden. Er wordt echter aangenomen dat de populaties wel voldoende groot zijn. Daarom staan deze soorten toch als niet bedreigd op de Rode Lijst van de IUCN.